# Lucknerhütte
Die Lucknerhütte ist eine private Schutzhütte im Osttiroler Ködnitztal auf 2241 m ü. A. in der Glocknergruppe.

## Zustieg
Vom Parkplatz neben dem Lucknerhaus am Ende der gebührenpflichtigen Kalser Glocknerstraße im Ködnitztal aufwärts (Gehzeit ca. 1 Stunde).

## Geschichte
1903 wurden die ersten Bergsteiger mit eigenen Produkten der Landwirtschaft bewirtet und seither ist die Hütte in Familienbesitz. 1937, 1939, 1951 und 1958 wurde sie von Lawinen beschädigt bzw. zerstört. Bereits im Jahre 1943 errichtete man ein Wasserkraftwerk für die Stromversorgung.
1960 wurde die Hütte am jetzigen Standort auf 2241 m ü. A. neu aufgebaut. Nachdem 1980 die Kalser Glocknerstraße fertiggestellt wurde, musste man feststellen, dass sie in ihrer ursprünglichen Form den Anforderungen nicht mehr entsprach. So wurde sie 1983 mit einem großen Speisesaal und Zimmern mit Dusche und WC erweitert. Damit die Hütte auch den Umweltkriterien entspricht, wurde 2012 eine vollbiologische Abwasseranlage errichtet. Was den Standplatz auszeichnet ist, dass sie direkt am Fuße des Großglockners steht und die wieder angesiedelten Steinböcke zu den „Haustieren“ der Hütte zählen.
Wenn man vom Parkplatz der Kalser Glocknerstraße in zirka einer Stunde die Hütte erreicht, kommt man direkt am neu eröffneten Lehrweg „Glocknerspur - BergeDenken“ vorbei. Im Sommer 2016 wurde die Lucknerhütte großzügig umgebaut und verfügt jetzt über 55 Schlafplätze, Seminarraum, Infrarotkabine und Schuhtrockenraum.

## Wanderziele
- Stüdlhütte 2801 m ü. A., Gehzeit 2 Stunden
- Medelspitze 2669 m ü. A., Gehzeit 2 Stunden 20 Minuten
- Glorer Hütte 2642 m ü. A., Gehzeit 2 Stunden 45 Minuten
- Salmhütte 2644 m ü. A., Gehzeit 3 Stunden
- Erzherzog-Johann-Hütte (Adlersruhe), 3454 m ü. A., 4 Stunden 30 Minuten, hochalpin, Gletscherausrüstung
- Großglockner 3798 m ü. A., 5 Stunden 30 Minuten, hochalpin, Gletscherausrüstung